# Acartia ponteloides
Acartia ponteloides is een eenoogkreeftjessoort uit de familie van de Acartiidae. De wetenschappelijke naam van de soort is voor het eerst geldig gepubliceerd in 1873 door Kritchagin.